# Херринг, Хит
Хит Хе́рринг (англ. Heath Herring, род. 2 марта 1978 года, Уэйко, Техас, США) — американский спортсмен, выступавший в смешанных единоборствах, самбо и муай-тай.
Среди поклонников смешанных единоборств стал известен по своим боям с такими тяжеловесами, как Фёдор Емельяненко, Антониу Родригу Ногейра, Мирко Филипович и Брок Леснар, необычным стилем причёсок, а также из-за инцидента на K-1 Dynamite!! 2005, когда он нокаутировал перед боем японского борца Ёсихиро Накао за то, что тот его поцеловал. В списке побеждённых Хитом находятся Игорь Вовчанчин, Гари Гудридж, Марк Керр, Чейк Конго, Боб Шрайбер, Гигант Сильва и Эван Таннер.
Помимо выступлений в смешанных единоборствах Хит снимается в кино (на данный момент в его фильмографии 3 художественных фильма) и участвует в соревнованиях по покеру.

## Биография

### Жизнь до выступления в ММА
Херринг родился в Уэйко, штат Техас, и вырос в Амарилло, штат Техас. Его мать работает психологом в пенитенциарной системе Техаса, а отец адвокат, владеющий двумя юридическими фирмами. Хит учился в школе в Амарилло и преуспел в американском футболе, потом попробовал свои силы в борьбе. В старших классах Херринг добился в борьбе хороших результатов. Вскоре после этого он начал практиковать самбо. Херринг начал подготовку для участия в смешанных боевых искусствах в возрасте 18 лет, после окончания средней школы, параллельно продолжая свою футбольную карьеру в качестве «защитного энда» в университете West Texas & M второго дивизиона, хотя он и не закончил обучение (не получил высшее образование).

### Ранняя карьера
Херринг дебютировал как профессиональный боец ММА в 1997 году и до подписания с промоушеном PRIDE имел рекорд 13-5. В PRIDE он участвовал в 17 боях. Он был очень популярен у японцев из-за уникальных причесок и цвета волос, а также шляпы ковбоя, в которой он выходил на ринг.
Дебютировав в PRIDE 9 против борца Вилли Петерса, Хит выиграл болевым приёмом уже в первом раунде. Затем последовала серия из трёх побед до того, как он потерпел своё первое поражение в PRIDE 14 от Витора Белфорта единогласным решением судей.
Херринг расстался с PRIDE в конце 2004 года из-за расхождения во взглядах с руководством организации.

## Интересные факты
31 декабря 2005 года на турнире K-1 Premium Dynamite в Японии проходил бой между Херрингом и Ёшихиро Накао. Непосредственно перед началом боя Ёшихиро поцеловал в губы противника, за что мгновенно получил правый хук в голову и упал в глубокий нокаут. Как итог - бой посчитали несостоявшимся.

## Стиль боя
Имея большой опыт выступлений по самбо, Херринг отлично использовал борьбу в партере и одержал много побед болевыми приёмами. Херринг также является хорошим ударником и в стойке мог потрясти соперника ударами руками и ногами. Одним из его коронных приёмов является нанесение ударов коленями в голову в партере.

## Награды и достижения
- Чемпион США по самбо (1996)
- Победитель WVC 9 Heavyweight Tournament
- Чемпион Европы по муай-тай среди любителей (2000)
- Победитель кубка Нико по грэпплингу (2000, 2001)
- Бывший претендент на пояс чемпиона PRIDE в тяжёлом весе (2001)

## Фильмография
| Год  | Фильм                           | Имя героя               | Примечания                  |
| ---- | ------------------------------- | ----------------------- | --------------------------- |
| 2011 | Brass Knuckles                  | Неизвестно              |                             |
| 2011 | Гаванская жара                  | Ruben Cody              |                             |
| 2011 | Division III: Football’s Finest | Brock / Magic           |                             |
| 2010 | Сопротивление                   | Cage fighter            | Хроника, в титрах не указан |
| 2010 | Круг боли                       | Colin 'the brick' Wahle |                             |
| 2010 | Непревзойдённый                 | Demoledoe               | Хроника, в титрах не указан |
| 2009 | Hell’s Chain                    | Lucas Owens             |                             |
| 2009 | Никогда не сдавайся             | Stone                   |                             |

## Статистика ММА
| Результат    | Рекорд    | Соперник               | Способ                                                  | Турнир                                                    | Дата             | Раунд | Время | Место                       | Примечание |
| ------------ | --------- | ---------------------- | ------------------------------------------------------- | --------------------------------------------------------- | ---------------- | ----- | ----- | --------------------------- | --- |
| Поражение    | 28-16 (1) | Сатоси Исии            | Единогласное решение                                    | Rizin 5 - Rizin 2017 in Yokohama: Sakura                  | 16 апреля 2017   | 2     | 5:00  | Йокогама, Япония            | |
| Поражение    | 28-15 (1) | Амир Алиакбари         | Единогласное решение                                    | Rizin 3 - Rizin Fighting World Grand Prix 2016: 2nd Round | 29 декабря 2016  | 2     | 5:00  | Сайтама, Япония             | |
| Поражение    | 28-14 (1) | Брок Леснар            | Единогласное решение                                    | UFC 87                                                    | 9 августа 2008   | 3     | 5:00  | Миннеаполис, Миннесота, США | |
| Победа       | 28-13 (1) | Чейк Конго             | Раздельное решение                                      | UFC 82                                                    | 1 марта 2008     | 3     | 5:00  | Коламбус, Огайо, США        | |
| Поражение    | 27-13 (1) | Антонио Ногейра        | Единогласное решение                                    | UFC 73                                                    | 7 июля 2007      | 3     | 5:00  | Сакраменто, Калифорния, США | |
| Победа       | 27-12 (1) | Бред Аймс              | Единогласное решение                                    | UFC 69                                                    | 7 апреля 2007    | 3     | 5:00  | Хьюстон, Техас, США         | |
| Поражение    | 26-12 (1) | Джейк О'Брайен         | Единогласное решение                                    | UFC Fight Night: Evans vs Salmon                          | 25 января 2007   | 3     | 5:00  | Голливуд, США               | |
| Победа       | 26-11 (1) | Гари Гудридж           | TKO (удары)                                             | Hero's 4                                                  | 15 марта 2006    | 2     | 1:55  | Токио, Япония               | |
| Не состоялся | 25-11 (1) | Ёсихиро Накао          | Нет результата                                          | K-1 PREMIUM 2005 Dynamite!!                               | 31 декабря 2005  | 1     | 0:00  | Осака, Япония               | Накао поцеловал Херринга на ринге во время приветствия (непосредственно перед боем), и был нокаутирован. Бой считается не состоявшимся. |
| Поражение    | 25-11     | Сэм Греко              | TKO (травма колена)                                     | HERO'S 1                                                  | 26 марта 2005    | 1     | 2:24  | Сайтама, Япония             | |
| Победа       | 25-10     | Хиротака Ёкои          | TKO (удары коленями)                                    | PRIDE 28                                                  | 31 октября 2004  | 1     | 1:55  | Сайтама, Япония             | |
| Поражение    | 24-10     | Антонио Ногейра        | Болевой приём (удушение анаконды)                       | PRIDE Critical Countdown 2004                             | 20 июня 2004     | 2     | 0:30  | Сайтама, Япония             | |
| Победа       | 24-9      | Кадзуо Такахаси        | TKO (удары)                                             | PRIDE Total Elimination 2004                              | 25 апреля 2004   | 1     | 4:53  | Сайтама, Япония             | |
| Победа       | 23-9      | Гэн МакГи              | Раздельное решение                                      | PRIDE 27                                                  | 1 февраля 2004   | 3     | 5:00  | Осака, Япония               | |
| Победа       | 22-9      | Пауло Сильва           | Болевой приём (удушение сзади)                          | PRIDE Shockwave 2003                                      | 31 декабря 2003  | 3     | 0:35  | Сайтама, Япония             | |
| Победа       | 21-9      | Ёсихиса Ямамото        | Болевой приём (удушение сзади)                          | PRIDE Final Conflict 2003                                 | 9 ноября 2003    | 3     | 2:29  | Токио, Япония               | |
| Поражение    | 20-9      | Мирко Филипович        | TKO (миддл-кик & удары)                                 | PRIDE 26                                                  | 8 июня 2003      | 1     | 3:17  | Йокогама, Япония            | |
| Поражение    | 20-8      | Фёдор Емельяненко      | TKO (остановка боя доктором)                            | PRIDE 23                                                  | 24 ноября 2002   | 1     | 10:00 | Токио, Япония               | |
| Победа       | 20-7      | Юрий Кочкин            | TKO (удары коленями)                                    | PRIDE 22                                                  | 29 сентября 2002 | 1     | 7:31  | Нагоя, Япония               | |
| Победа       | 19-7      | Игорь Вовчанчин        | Единогласное решение                                    | PRIDE 19                                                  | 24 февраля 2002  | 3     | 5:00  | Сайтама, Япония             | |
| Поражение    | 18-7      | Антонио Ногейра        | Единогласное решение                                    | PRIDE 17                                                  | 3 ноября 2001    | 3     | 5:00  | Токио, Япония               | |
| Победа       | 18-6      | Марк Керр              | TKO (удары коленями)                                    | PRIDE 15                                                  | 29 июля 2001     | 2     | 4:56  | Сайтама, Япония             | |
| Поражение    | 17-6      | Витор Белфорт          | Единогласное решение                                    | PRIDE 14                                                  | 27 мая 2001      | 3     | 5:00  | Йокогама, Япония            | |
| Победа       | 17-5      | Денис Соболев          | Болевой приём (ключ на руку)                            | PRIDE 13                                                  | 25 марта 2001    | 1     | 0:22  | Сайтама, Япония             | |
| Победа       | 16-5      | Энсон Иноуэ            | TKO (удары коленями)                                    | PRIDE 12                                                  | 9 декабря 2000   | 1     | 4:52  | Сайтама, Япония             | |
| Победа       | 15-5      | Том Эриксон            | Болевой приём (удушением сзади)                         | PRIDE 11                                                  | 31 октября 2000  | 1     | 6:17  | Осака, Япония               | |
| Победа       | 14-5      | Вилли Питерс           | Болевой приём (удушением сзади)                         | PRIDE 9                                                   | 4 июня 2000      | 1     | 0:48  | Нагоя, Япония               | |
| Поражение    | 13-5      | Рамазан Межидов        | TKO (Остановка боя доктором)                            | IAFC: Pankration World Championship 2000 Day 2            | 29 апреля 2000   | 1     | 4:55  | Москва, Россия              | |
| Победа       | 13-4      | Рене Руз               | Дисквалификацией (запрещенные удары)                    | 2 Hot 2 Handle 1                                          | 5 марта 2000     | 1     | 3:20  | Роттердам, Нидерланды       | |
| Победа       | 12-4      | Боб Схрейбер           | TKO (удары)                                             | World Vale Tudo Championship 9                            | 27 сентября 1999 | 1     | 2:19  | Аруба                       | |
| Победа       | 11-4      | Шон МакКалли           | Болевой приём (кимура)                                  | World Vale Tudo Championship 9                            | 27 сентября 1999 | 1     | 0:43  | Аруба                       | |
| Победа       | 10-4      | Майкл Тилруй           | Болевой приём (ключ на руку)                            | World Vale Tudo Championship 9                            | 27 сентября 1999 | 1     | 1:14  | Аруба                       | |
| Поражение    | 9-4       | Бобби Хоффман          | Единогласное решение                                    | SuperBrawl 13                                             | 7 сентября 1999  | 2     | 5:00  | Гонолулу, Гавайи, США       | |
| Победа       | 9-3       | Роки Батастини         | Болевой приём (удушением сзади)                         | SuperBrawl 13                                             | 7 сентября 1999  | 1     | 1:00  | Гонолулу, Гавайи, США       | |
| Поражение    | 8-3       | Александре Феррейра    | Раздельное решение                                      | World Vale Tudo Championship 8                            | 1 июля 1999      | 1     | 30:00 | Аруба                       | |
| Победа       | 8-2       | Кавказ Султанмагомедов | Болевой приём (удары)                                   | World Vale Tudo Championship 8                            | 1 июля 1999      | 1     | 1:18  | Аруба                       | |
| Победа       | 7-2       | Эрвин ван ден Стин     | Болевой приём (удары)                                   | World Vale Tudo Championship 8                            | 1 июля 1999      | 1     | 4:33  | Аруба                       | |
| Победа       | 6-2       | Гэйб Беопертуи         | Болевой приём (ключ на руку)                            | Bas Rutten Invitational 3                                 | 1 июня 1999      | 1     | 4:43  | Денвер, США                 | |
| Победа       | 5-2       | Хосс Картер            | Болевой приём (ключ на руку)                            | Bas Rutten Invitational 3                                 | 1 июня 1999      | 1     | 1:07  | Денвер, США                 | |
| Поражение    | 4-2       | Тревис Фултон          | Единогласное решение                                    | Extreme Challenge 24                                      | 15 мая 1999      | 1     | 12:00 | Солт-Лейк-Сити, Юта, США    | |
| Победа       | 4-1       | Фил Дисон              | Болевой приём (ключ на руку)                            | WVF: Durango                                              | 17 апреля 1999   | 1     | 0:13  | Дуранго, Колорадо, США      | |
| Победа       | 3-1       | Ник Бикл               | Болевой приём (удары)                                   | WVF: Durango                                              | 17 апреля 1999   | 1     | 0:32  | Дуранго, Колорадо, США      | |
| Победа       | 2-1       | Эван Таннер            | Болевой приём (удушение сзади)                          | PSDA                                                      | 22 ноября 1997   | 1     | 8:20  | Техас, США                  | |
| Поражение    | 1-1       | Эван Таннер            | Болевой приём (остановка боя ввиду истощения соперника) | Unified Shoot Wrestling Federation 7                      | 18 октября 1997  | 1     | 6:19  | Техас, США                  | |
| Победа       | 1-0       | Крис Гильен            | Болевой приём (удушение сзади)                          | Unified Shoot Wrestling Federation 4                      | 12 апреля 1997   | 1     | 2:10  | Амарилло, США               | |